# Complesso nuragico di Grutti 'e Acqua
Il complesso nuragico di Grutti 'e Acqua, o Grutti Acqua, è un sito archeologico dell'isola di Sant'Antioco, in territorio del comune omonimo.

## Descrizione
Situato nella località costiera di Is Praneddas a Sant'Antioco, è costituito da un nuraghe posto sull'altura, da un villaggio di capanne, un laghetto, un tempio a pozzo, urbanizzazioni (strade, scalinate, opere idrauliche) e probabilmente da un porto, del quale sembrano esserci diverse tracce ma che dev'essere ancora sottoposto a verifica archeologica tramite rilievi e scavi di ricerca. Nelle vicinanze si trova la tomba dei giganti di Su Niu 'e su Crobu ("il nido del corvo").

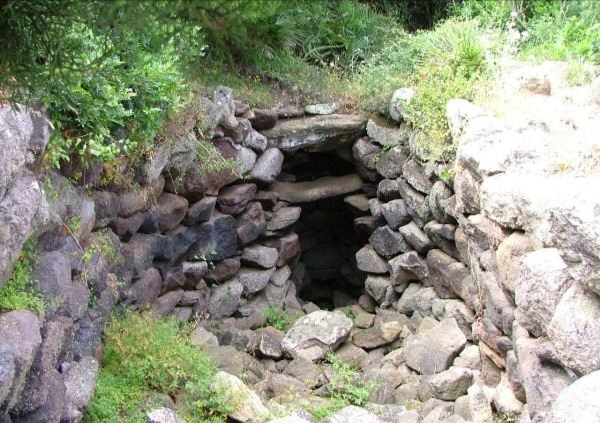
Pozzo sacro

Dai resti si presume che il villaggio fosse piuttosto esteso, formato da numerose capanne a pianta circolare e da un tempio a pozzo nuragico. Il nuraghe è di tipo complesso.
Nel sito sono stati ritrovati decine di reperti di varia natura, molti dei quali trafugati. Un bronzetto nuragico di 25 cm di altezza raffigurante un arciere rinvenuto nel sito è oggi esposto nel museo archeologico comunale Ferruccio Barreca.